# Rodolfo Vieira
Rodolfo Vieira Srour (Rio de Janeiro, 25 de setembro de 1989) é um lutador de MMA brasileiro atualmente contratado pelo Ultimate Fighting Championship, onde compete na divisão dos médios.
Vieira é quatro vezes campeão mundial de Jiu-jítsu brasileiro e sete vezes campeão mundial. O estilo de Jiu-Jitsu de Rodolfo exibe um conjunto muito diversificado de habilidades, aliadas a um estilo de passagem de guarda rápida, ótimo cardio e grande destreza física, tornando-o o Peso Pesado mais dominante nos últimos anos do Jiu-Jitsu, dominando completamente a maioria de suas lutas. Ele é altamente considerado por suas habilidades de passagem de guarda. Suas lutas recorrentes com Marcus Almeida estão entre as mais famosas rivalidades do Jiu-Jitsu.

## Biografia
Natural do Rio de Janeiro, Rodolfo começou a treinar com Arlans Maia aos treze anos, por se sentir acima do peso. Alguns anos depois, passou a integrar a equipe Gama Filho (hoje Grappling Fight Team) sob o comando de Julio Cesar Pereira, na faixa-roxa, onde viria a receber as faixas marrom e preta.

## Carreira de luta
Rodolfo impressionou pela primeira vez no cenário internacional em 2009, ao vencer a Copa do Mundo das seletivas do norte brasileiro como faixa-marrom na divisão mista marrom e preta. Ele chegou a vencer o Mundial de sua divisão com uma vitória sobre o bicampeão mundial Bráulio Estima, ainda na faixa-marrom, o que lhe rendeu o apelido de "caçador de faixa-preta". Após a promoção para a faixa-preta, uma lesão o afastou durante a maior parte de 2010. Voltou em 2011 na faixa-preta, vencendo primeiro a sua categoria e o absoluto no Pan-Americano, depois repetindo o feito no Mundial e depois no Mundial, enfrentou Bernardo Faria em cinco das seis finais. Vieira viria a disputar o ADCC Submission Wrestling World Championship 2011, depois de derrotar Joseph Lee Blaize e Antonio Peinado, sendo derrotado por um gancho de calcanhar para Dean Lister, nas semifinais.
Em 2012, depois de ganhar o ouro duplo no Campeonato Europeu e na Copa do Mundo novamente, ele foi para o Campeonato Mundial. Ele sofreu uma derrota para Marcus Almeida nas quartas de final do absoluto, ele passou a derrotar Xande Ribeiro para ganhar sua categoria de peso pela segunda vez. Em 2013 disputou a Copa Pódio no Brasil, onde conquistou o peso e o absoluto. Em seguida, disputou a Copa do Mundo, onde conquistou o peso, mas ficou em segundo no absoluto novamente, perdendo para Marcus Almeida.
Nos Mundiais, Vieira manteve o título na Copa de -94 kg, mas perdeu para Almeida na final do absoluto. Em 2014 na tentativa de derrotar Marcus Almeida Rodolfo engordou mais e subiu para os -100 kg, na Copa do Mundo de 2014 ele venceu sua categoria derrotando Luiz Panza na final, mas novamente foi derrotado por Marcus Almeida na final do absoluto, porém a partida foi muito mais próxima do que suas últimas partidas disputadas anteriormente.

## Carreira de artes marciais mistas

### Início de carreira
Vieira fez sua estreia profissional, como meio-pesado, contra Daniyar Zarylbekov no Arzalet Fighting Globe Championship 1 em 10 de fevereiro de 2017. Ele venceu a luta por finalização com um mata-leão no primeiro round.
Vieira estava programado para enfrentar Fagner Rakchal no Shooto Brasil 74 em 27 de agosto de 2017. Ele venceu a luta por finalização no terceiro round.

### Campeonato Absoluto Berkut
Vieria fez sua estreia no ACB e no peso médio contra Alexander Neufang no ACB 82 em 9 de março de 2018. Vieria venceu a luta por nocaute técnico no primeiro round.
Vieria fez sua segunda aparição com a promoção contra Jacob Holyman-Tague no ACB 88 em 16 de junho de 2018. Ele venceu a luta por finalização no primeiro round.
Vieria estava programado para enfrentar Vitaliy Nemchinov no ACA 96 em 8 de junho de 2019. Vieria venceu a luta por finalização no primeiro round.

### Ultimate Fighting Championship (UFC)
Vieira foi contratado pelo UFC em junho de 2019.
Vieira fez sua estreia no UFC, enfrentando Oskar Piechota, no UFC on ESPN+ 14 em 10 de agosto de 2019. Ele venceu a luta por finalização com um triângulo de braço no segundo round.
Vieira enfrentou Saparbek Safarov em 7 de março de 2020 no UFC 248 .  Ele novamente venceu a luta por finalização com um triângulo de braço no primeiro round.
Vieira estava programado para enfrentar Markus Perez em 11 de outubro de 2020 no UFC Fight Night 179 . No entanto, em 21 de setembro, Vieira se retirou devido a uma lesão na costela sofrida nos treinos, obrigando-o a descansar e não conseguir se preparar para a luta.
Vieira estava programado para enfrentar Anthony Hernandez em 16 de janeiro de 2021 no UFC on ABC 1 . No entanto, Hernandez desistiu devido a um teste positivo para COVID-19 e eles foram remarcados para o UFC 258 em 13 de fevereiro de 2021. Após um primeiro round competitivo, Vieira ficou cansado e foi finalizado com uma guilhotina no segundo round.
Vieira enfrentou Dustin Stoltzfus em 17 de julho de 2021 no UFC on ESPN 26 . Ele venceu a luta por finalização com um mata-leão no terceiro round. Essa vitória lhe rendeu o prêmio Performance da Noite .
Vieira estava programado para enfrentar Wellington Turman em 22 de janeiro de 2022 no UFC 270 . No entanto, depois que Vieira foi forçado a se retirar por motivos médicos, a luta foi cancelada.
Vieira enfrentou Chris Curtis em 25 de junho de 2022 no UFC on ESPN 38 . Ele perdeu a luta por decisão unânime.

## Campeonatos e conquistas

### Artes marciais mistas
- Campeonato de luta final
  - Performance da Noite (Uma Vez) vs Dustin Stoltzfus [30]

### Luta corpo a corpo
- IBJJF
  - Campeão Mundial da IBJJF (classes peso e absoluto) (2014/2013/2012/2011).[8]
  - Campeão IBJJF Pans (categorias peso e absoluto) Campeão (2011)[8]
  - Campeão Europeu da IBJJF (categorias peso e peso absoluto) (2012)[8]
  - Vice-campeão Mundial da IBJJF (classe de peso absoluto) (2014/2013/2012)[8]
- ADCC
  - Campeão do ADCC (2015)[8]
  - Copa Pódio
  - Campeão Copa Pódio (2014/2013)[8]
  - IBJJF Europa
  - Campeão Europeu da IBJJF (categorias peso e peso absoluto) (2012)[8]
  - Emirados Árabes Unidos Abu Dhabi
  - UAEJJF Abu Dhabi World Pro Champion (classe de peso absoluto) (2014)[8]
  - UAEJJF Abu Dhabi World Pro Champion (classes de peso e peso absoluto) (2012/2011)[8]
  - CBJJ brasileiro
  - Campeão Brasileiro de CBJJ (categorias peso e absoluto) (faixa roxa 2008)[8]
  - Campeão Brasileiro de CBJJ (categorias peso e absoluto) (faixa azul 2007)[8]

## Recorde de artes marciais mistas
| Cartel no MMA   |            |            |
| 11 lutas        | 9 vitórias | 2 derrotas |
| Por nocaute     | 1          | 0          |
| Por finalização | 8          | 1          |
| Por decisão     | 0          | 1          |

| Res.    | Cartel | Oponente            | Método                           | Evento                                      | Data                    | Round | Tempo | Local                             | Notas                     |
| ------- | ------ | ------------------- | -------------------------------- | ------------------------------------------- | ----------------------- | ----- | ----- | --------------------------------- | ------------------------- |
| Derrota | 8–2    | Chris Curtis        | Decisão (unânime)                | UFC on ESPN: Tsarukyan vs. Gamrot           | 25 de junho de 2022     | 3     | 5:00  | Las Vegas, Nevada, Estados Unidos |                           |
| Vitória | 8–1    | Dustin Stoltzfus    | Finalização (mata-leão)          | UFC on ESPN: Makhachev vs. Moisés           | 17 de julho de 2021     | 3     | 1:54  | Las Vegas, Nevada, Estados Unidos | Performance da Noite.     |
| Derrota | 7–1    | Anthony Hernandez   | Finalização (guilhotina)         | UFC 258                                     | 13 de fevereiro de 2021 | 2     | 1:53  | Las Vegas, Nevada, Estados Unidos |                           |
| Vitória | 7–0    | Saparbek Safarov    | Finalização (triângulo de braço) | UFC 248                                     | 7 de março de 2020      | 1     | 2:58  | Las Vegas, Nevada, Estados Unidos |                           |
| Vitória | 6–0    | Oskar Piechota      | Finalização (triângulo de braço) | UFC Fight Night: Shevchenko vs. Carmouche 2 | 10 de agosto de 2019    | 2     | 4:26  | Montevidéu, Uruguai               |                           |
| Vitória | 5–0    | Vitaliy Nemchinov   | Finalização (mata-leão)          | ACA 96                                      | 8 de junho de 2019      | 1     | 2:01  | Łódź, Polônia                     |                           |
| Vitória | 4–0    | Jacob Holyman-Tague | Finalização (mata-leão)          | ACB 88                                      | 16 de junho de 2018     | 1     | 3:51  | Brisbane, Austrália               |                           |
| Vitória | 3–0    | Alexander Neufang   | TKO (socos)                      | ACB 82                                      | 9 de março de 2018      | 1     | 3:42  | São Paulo, Brasil                 | Estreia dos médios.       |
| Vitória | 2–0    | Fagner Rakchal      | Finalização (triângulo de braço) | Shooto Brazil 74                            | 27 de agosto de 2017    | 3     | 4:47  | Rio de Janeiro, Brasil            |                           |
| Vitória | 1–0    | Daniyar Zarylbekov  | Finalização (mata-leão)          | Arzalet Fighting Globe Championship 1       | 10 de fevereiro de 2017 | 1     | 2:27  | São Paulo, Brasil                 | Estreia dos meio-pesados. |

## Registro de agarramento
| Cartel no MMA       |              |            |
| 110 lutas           | 100 vitórias | 9 derrotas |
| Por finalização     | 68           | 1          |
| Por decisão         | 31           | 8          |
| Por desqualificação | 1            | 0          |
| Empates             | 1            | 1          |

| Resultado | Oponente             | Método                                 | Evento                              | Divisão     | Tipo | Ano  |
| --------- | -------------------- | -------------------------------------- | ----------------------------------- | ----------- | ---- | ---- |
| Vitória   | Mahamed Aly          | Pontos                                 | Faixa Preta CBD                     | -100 kg     | Gi   | 2018 |
| Vitória   | Kit Dale             | Finalização                            | Faixa Preta CBD                     | -100 kg     | Gi   | 2018 |
| Derrota   | João Gabriel Rocha   | abriu a luta                           | Campeonato Mundial ADCC             | Absoluto    | Nogi | 2015 |
| Vitória   | Rafael Lovato Jr.    | Pontos (5-0)                           | Campeonato Mundial ADCC             | Absoluto    | Nogi | 2015 |
| Vitória   | Benson Henderson     | Finalização (kimura)                   | Campeonato Mundial ADCC             | Absoluto    | Nogi | 2015 |
| Vitória   | Felipe Pena          | Decisão do Árbitro                     | Campeonato Mundial ADCC             | -99 kg      | Nogi | 2015 |
| Vitória   | Xande Ribeiro        | Pontos                                 | Campeonato Mundial ADCC             | -99 kg      | Nogi | 2015 |
| Vitória   | Cassio Silva         | Pontos                                 | Campeonato Mundial ADCC             | -99kg       | Nogi | 2015 |
| Vitória   | Adam Sachnoff        | Finalização (chave de braço)           | Campeonato Mundial ADCC             | -99 kg      | Nogi | 2015 |
| Derrota   | Marcus Almeida       | Pontos (0-2)                           | Campeonato Mundial                  | Absoluto    | Gi   | 2014 |
| Vitória   | Bernardo Faria       | Finalização (chave de braço)           | Campeonato Mundial                  | Superpesado | Gi   | 2014 |
| Vitória   | Leo Nogueira         | Finalização (triângulo de braço)       | Campeonato Mundial                  | Superpesado | Gi   | 2014 |
| Vitória   | James Puepolo        | Finalização (estrangulamento)          | Campeonato Mundial                  | Superpesado | Gi   | 2014 |
| Vitória   | Harlan Berk          | Finalização (estrangulamento)          | Campeonato Mundial                  | Superpesado | Gi   | 2014 |
| Vitória   | Bernardo Faria       | Finalização (bloqueio de pulso)        | Campeonato Mundial                  | Absoluto    | Gi   | 2014 |
| Vitória   | Alexander Trans      | Finalização (estrangulamento)          | Campeonato Mundial                  | Absoluto    | Gi   | 2014 |
| Vitória   | Sean Roberts         | Finalização (estrangulamento)          | Campeonato Mundial                  | Absoluto    | Gi   | 2014 |
| Vitória   | AJ Agazarm           | Finalização (estrangulamento)          | Campeonato Mundial                  | Absoluto    | Gi   | 2014 |
| Derrota   | Marcus Almeida       | Pontos (0-2)                           | Copa do Mundo                       | Absoluto    | Gi   | 2014 |
| Vitória   | André Galvão         | Finalização (estrangulamento ezequiel) | Copa do Mundo                       | Absoluto    | Gi   | 2014 |
| Vitória   | Leandro Lo           | Finalização (arco e flecha)            | Copa do Mundo                       | Absoluto    | Gi   | 2014 |
| Vitória   | Luiz Panza           | Finalização (estrangulamento)          | Copa do Mundo                       | Absoluto    | Gi   | 2014 |
| Vitória   | Luiz Panza           | Finalização (chave de braço)           | Copa do Mundo                       | Superpesado | Gi   | 2014 |
| Vitória   | Lucio Rodrigues      | Pontos (7-0)                           | Copa do Mundo                       | Superpesado | Gi   | 2014 |
| Vitória   | Antonio Braga Neto   | Finalização (chave de braço)           | Copa do Mundo                       | Superpesado | Gi   | 2014 |
| Vitória   | Luke Costello        | Finalização (arco e flecha)            | Copa do Mundo                       | Superpesado | Gi   | 2014 |
| Vitória   | Leandro Lo           | Finalização (estrangulamento)          | Copa Pódio                          | Absoluto    | Gi   | 2014 |
| Vitória   | Travis Stevens       | Finalização (estrangulamento)          | Copa Pódio                          | Absoluto    | Gi   | 2014 |
| Empate    | Leandro Lo           | Empate                                 | Copa Pódio                          | Absoluto    | Gi   | 2014 |
| Vitória   | Alan Belcher         | Finalização (estrangulamento)          | Copa Pódio                          | Absoluto    | Gi   | 2014 |
| Vitória   | Faisal Alkitbe       | Finalização (estrangulamento)          | Copa Pódio                          | Absoluto    | Gi   | 2014 |
| Vitória   | Alexandre Souza      | Finalização (chave de braço)           | Copa Pódio                          | Absoluto    | Gi   | 2014 |
| Vitória   | Braulio Estima       | Decisão                                | Metamoris II                        | Superluta   | Gi   | 2013 |
| Derrota   | Marcus Almeida       | Pontos (2-6)                           | Campeonatos mundiais                | Absoluto    | Gi   | 2013 |
| Vitória   | Nivaldo Lima         | Finalização (estrangulamento)          | Campeonatos mundiais                | Peso pesado | Gi   | 2013 |
| Vitória   | Leo Leite            | Finalização (estrangulamento)          | Campeonatos mundiais                | Peso pesado | Gi   | 2013 |
| Vitória   | Yuri Simoes          | Pontos (8-0)                           | Campeonatos mundiais                | Peso pesado | Gi   | 2013 |
| Vitória   | James Puopolo        | Finalização (estrangulamento)          | Campeonatos mundiais                | Peso pesado | Gi   | 2013 |
| Vitória   | Leo Leite            | Finalização (chave de braço)           | Campeonatos mundiais                | Absoluto    | Gi   | 2013 |
| Vitória   | João Rocha           | Finalização (chave de braço)           | Campeonatos mundiais                | Absoluto    | Gi   | 2013 |
| Vitória   | Antonio Peinado      | Finalização (chave de braço)           | Campeonatos mundiais                | Absoluto    | Gi   | 2013 |
| Vitória   | Lucas Sachs          | Finalização (chave de braço)           | Campeonatos mundiais                | Absoluto    | Gi   | 2013 |
| Vitória   | Ricardo Abreu        | Vantagens (3-0)                        | Copa Pódio                          | Superluta   | Gi   | 2013 |
| Vitória   | Leo Leite            | Finalização (chave de braço)           | Copa Pódio                          | Superluta   | Gi   | 2013 |
| Derrota   | Marcus Almeida       | Pontos (2-7)                           | Copa do Mundo                       | Absoluto    | Gi   | 2013 |
| Vitória   | Claudio Calasans     | Pontos (9-0)                           | Copa do Mundo                       | Absoluto    | Gi   | 2013 |
| Vitória   | Pedro Peres          | Finalização (arco e flecha)            | Copa do Mundo                       | Peso pesado | Gi   | 2013 |
| Vitória   | Roberto Alencar      | Pontos (11-0)                          | Copa do Mundo                       | Peso pesado | Gi   | 2013 |
| Vitória   | Rodrigo Ribeiro      | Finalização (triângulo)                | Copa do Mundo                       | Peso pesado | Gi   | 2013 |
| Vitória   | Pedro Henrique       | Finalização (estrangulamento ezequiel) | Seleção Brasileira da Copa do Mundo | Peso pesado | Gi   | 2013 |
| Vitória   | Leo Nogueira         | Vantagens (3-1)                        | Copa Pódio                          | Absoluto    | Gi   | 2013 |
| Vitória   | Alexandre Souza      | Finalização (chave de braço)           | Copa Pódio                          | Absoluto    | Gi   | 2013 |
| Vitória   | Xande Ribeiro        | Vantagens (6-0)                        | Copa Pódio                          | Absoluto    | Gi   | 2013 |
| Vitória   | Keenan Cornelius     | Pontos (10-0)                          | Copa Pódio                          | Absoluto    | Gi   | 2013 |
| Vitória   | Leo Nogueira         | Pontos (9-0)                           | Copa Pódio                          | Absoluto    | Gi   | 2013 |
| Vitória   | Alexandre Ceconi     | Finalização (estrangulamento)          | Copa Pódio                          | Absoluto    | Gi   | 2013 |
| Vitória   | Kim Terra            | Finalização (chave de braço)           | Rockstrike                          | Absoluto    | Gi   | 2012 |
| Vitória   | Gilmar Oliveira      | Finalização (estrangulamento)          | Rockstrike                          | Absoluto    | Gi   | 2012 |
| Vitória   | Tarsis Humphreys     | Pontos (16-0)                          | Rockstrike                          | Absoluto    | Gi   | 2012 |
| Vitória   | Luciano Gonçalves    | Finalização (chave de braço)           | Rockstrike                          | Absoluto    | Gi   | 2012 |
| Vitória   | Luis Roberto Pereira | Finalização (chave de braço)           | Rockstrike                          | Absoluto    | Gi   | 2012 |
| Vitória   | Enrico Wesley        | Finalização (estrangulamento)          | Brasil. Equipes                     | Peso pesado | Gi   | 2012 |
| Vitória   | Kinter Moura         | Finalização (chave de braço)           | Brasil. Equipes                     | Peso pesado | Gi   | 2012 |
| Vitória   | Xande Ribeiro        | Vantagens (4-0)                        | Campeonatos mundiais                | Peso pesado | Gi   | 2012 |
| Vitória   | Alexandre Ceconi     | Finalização (estrangulamento)          | Campeonatos mundiais                | Peso pesado | Gi   | 2012 |
| Vitória   | Fabiano Souza        | Finalização (chave de braço)           | Campeonatos mundiais                | Peso pesado | Gi   | 2012 |
| Vitória   | Alan Salgado         | Finalização (estrangulamento cruzado)  | Campeonatos mundiais                | Peso pesado | Gi   | 2012 |
| Derrota   | Marcus Almeida       | Pontos (7-8)                           | Campeonatos mundiais                | Absoluto    | Gi   | 2012 |
| Vitória   | James Puopolo        | Finalização (estrangulamento)          | Campeonatos mundiais                | Absoluto    | Gi   | 2012 |
| Vitória   | Diego Vivaldi        | Finalização (estrangulamento cruzado)  | Campeonatos mundiais                | Absoluto    | Gi   | 2012 |
| Vitória   | André Galvão         | Pontos (4-2)                           | Copa do Mundo                       | Absoluto    | Gi   | 2012 |
| Vitória   | Bernardo Faria       | Finalização (estrangulamento cruzado)  | Copa do Mundo                       | Absoluto    | Gi   | 2012 |
| Vitória   | Marcus Almeida       | Finalização (arco e flecha)            | Copa do Mundo                       | Absoluto    | Gi   | 2012 |
| Vitória   | Roberto Alencar      | Finalização (chave de braço)           | Copa do Mundo                       | Peso pesado | Gi   | 2012 |
| Vitória   | Marcelo Bernardo     | Finalização (chave de braço)           | Copa do Mundo                       | Peso pesado | Gi   | 2012 |
| Vitória   | Cristiano Carioca    | Finalização (estrangulamento)          | Copa do Mundo                       | Peso pesado | Gi   | 2012 |
| Vitória   | Luiz Panza           | Finalização (chave de braço)           | Seleção Brasileira da Copa do Mundo | Peso pesado | Gi   | 2012 |
| Vitória   | Luís Felipe          | Finalização (chave de braço)           | Seleção Brasileira da Copa do Mundo | Peso pesado | Gi   | 2012 |
| Vitória   | Pedro Borges         | Finalização (chave de braço)           | Seleção Brasileira da Copa do Mundo | Peso pesado | Gi   | 2012 |
| Vitória   | Otavio Countinho     | Desqualificação (colheita de joelho)   | Seleção Brasileira da Copa do Mundo | Peso pesado | Gi   | 2012 |
| Vitória   | Bernardo Faria       | Pontos (7-0)                           | Campeonato Europeu                  | Absoluto    | Gi   | 2012 |
| Vitória   | Roberto Tussa        | Finalização (estrangulamento ezequiel) | Campeonato Europeu                  | Peso pesado | Gi   | 2012 |
| Vitória   | Paulo Tarcisio       | Finalização (estrangulamento)          | Campeonato Europeu                  | Peso pesado | Gi   | 2012 |
| Vitória   | Gabriel Kitober      | Finalização (estrangulamento)          | Campeonato Europeu                  | Peso pesado | Gi   | 2012 |
| Vitória   | Lucio Rodrigues      | Finalização (estrangulamento ezequiel) | Campeonato Europeu                  | Absoluto    | Gi   | 2012 |
| Vitória   | Victor Estima        | Finalização (triângulo)                | Campeonato Europeu                  | Absoluto    | Gi   | 2012 |
| Derrota   | Dean Lister          | Finalização (gancho de calcanhar)      | Campeonato Mundial ADCC             | -99 kg      | Nogi | 2011 |
| Vitória   | Antonio Peinado      | Pontos (5-0)                           | Campeonato Mundial ADCC             | -99 kg      | Nogi | 2011 |
| Vitória   | Joseph Lee Baize     | Finalização (chave de braço)           | Campeonato Mundial ADCC             | -99 kg      | Nogi | 2011 |
| Vitória   | Bernardo Faria       | Pontos (9-0)                           | Campeonato Mundial                  | Absoluto    | Gi   | 2011 |
| Vitória   | Bernardo Faria       | Pontos (3-0)                           | Campeonato Mundial                  | Peso pesado | Gi   | 2011 |
| Vitória   | Rafael Lovato Jr.    | Pontos (20-2)                          | Campeonato Mundial                  | Peso pesado | Gi   | 2011 |
| Vitória   | Gybson Sá            | Finalização (chave de braço)           | Campeonato Mundial                  | Peso pesado | Gi   | 2011 |
| Vitória   | Dustin Denes         | Pontos (26-0)                          | Campeonato Mundial                  | Peso pesado | Gi   | 2011 |
| Vitória   | Marcus Almeida       | Finalização (chave de braço)           | Campeonato Mundial                  | Absoluto    | Gi   | 2011 |
| Vitória   | Sérgio Moraes        | Finalização (chave de braço)           | Campeonato Mundial                  | Absoluto    | Gi   | 2011 |
| Vitória   | Claudio Calasans     | Finalização (chave de braço)           | Campeonato Mundial                  | Absoluto    | Gi   | 2011 |
| Vitória   | Antionio Braga Neto  | Finalização (estrangulamento)          | Campeonato Mundial                  | Absoluto    | Gi   | 2011 |
| Vitória   | Matt Jubera          | Finalização (triângulo)                | Campeonato Mundial                  | Absoluto    | Gi   | 2011 |
| Vitória   | Bernardo Faria       | Pontos (3-0)                           | Campeonato Pan                      | Absoluto    | Gi   | 2011 |
| Vitória   | Bernardo Faria       | Pontos (8-0)                           | Campeonato Pan                      | Peso pesado | Gi   | 2011 |
| Vitória   | Diego Herzog         | Finalização (chave de braço)           | Campeonato Pan                      | Peso pesado | Gi   | 2011 |
| Vitória   | Leo Nogueira         | Vantagens (4-0)                        | Campeonato Pan                      | Peso pesado | Gi   | 2011 |
| Vitória   | Marcus Almeida       | Finalização (estrangulamento)          | Campeonato Pan                      | Absoluto    | Gi   | 2011 |
| Vitória   | Antonio Peinado      | Finalização (estrangulamento)          | Campeonato Pan                      | Absoluto    | Gi   | 2011 |
| Vitória   | Dan Simmler          | Finalização (estrangulamento cruzado)  | Campeonato Pan                      | Absoluto    | Gi   | 2011 |
| Vitória   | Rafael Mendes        | Decisão do Árbitro                     | Copa do Mundo                       | Absoluto    | Gi   | 2011 |
| Vitória   | Rafael Lovato Jr.    | Pontos                                 | Copa do Mundo                       | Peso pesado | Gi   | 2011 |
| Vitória   | Rafael Mendes        | Decisão do Árbitro                     | Copa do Mundo Nogi                  | Absoluto    | Nogi | 2011 |
| Derrota   | Rafael Lovato Jr.    | Pontos                                 | Copa do Mundo Nogi                  | Peso pesado | Nogi | 2011 |
| Vitória   | Alexandre de Souza   | Pontos (14-0)                          | Campeonato Pan                      | xxx         | Gi   | 2010 |
| Vitória   | Antonio Peinado      | Vantagens (2-0)                        | Copa do Mundo                       | -92kg       | Gi   | 2009 |
| Vitória   | Braulio Estima       | Vantagem (1-0)                         | Copa do Mundo                       | -92 kg      | Gi   | 2009 |
| Derrota   | André Galvão         | Pontos (0-8)                           | Provas Brasileiras ADCC 2009        | -88 kg      | Nogi | 2009 |
| Vitória   | Ricardo Seixas       | Finalização (guilhotina)               | Provas Brasileiras ADCC 2009        | -88 kg      | Nogi | 2009 |